# Português macaense
Português de Macau, português ultramarino ou português macaense (chinês tradicional: 澳式葡文) é um dialeto do português falado em Macau. O português é co-oficial, juntamente com o cantonês.
O português falado em Macau sofreu muita influência dos povos nativos, mas a tal influência não é bem percebida na fala cotidiana, sendo assim muito semelhante ao português de Portugal.

## Vocabulário português exclusivo de Macau

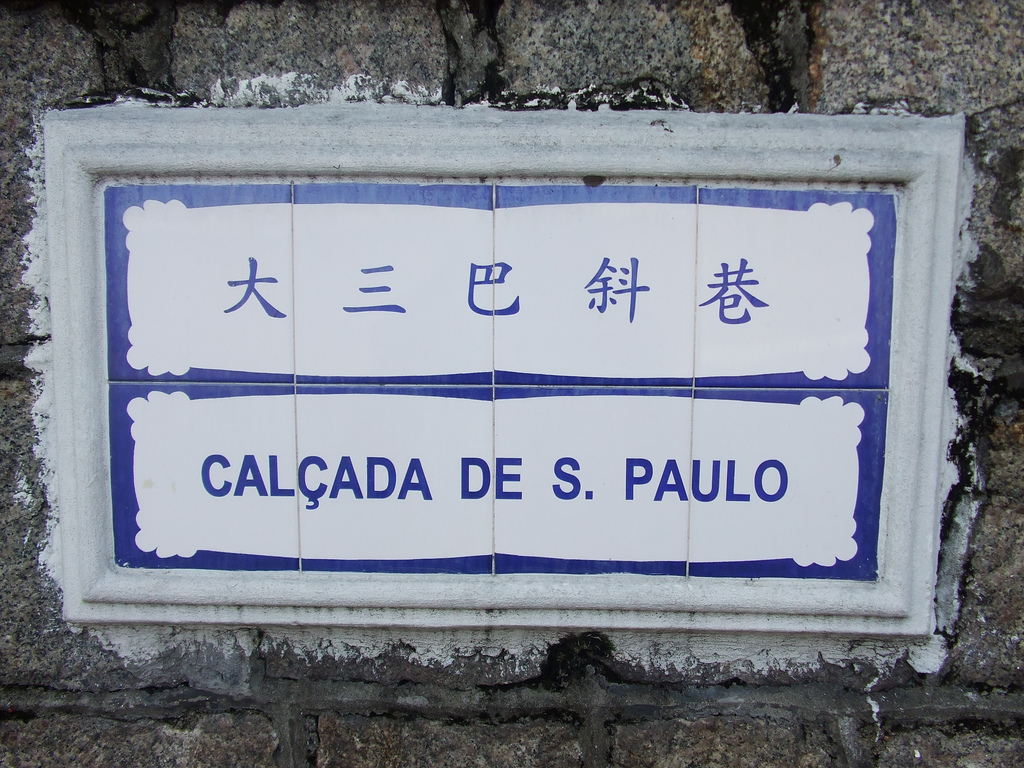
Uma placa bilíngue em Macau.

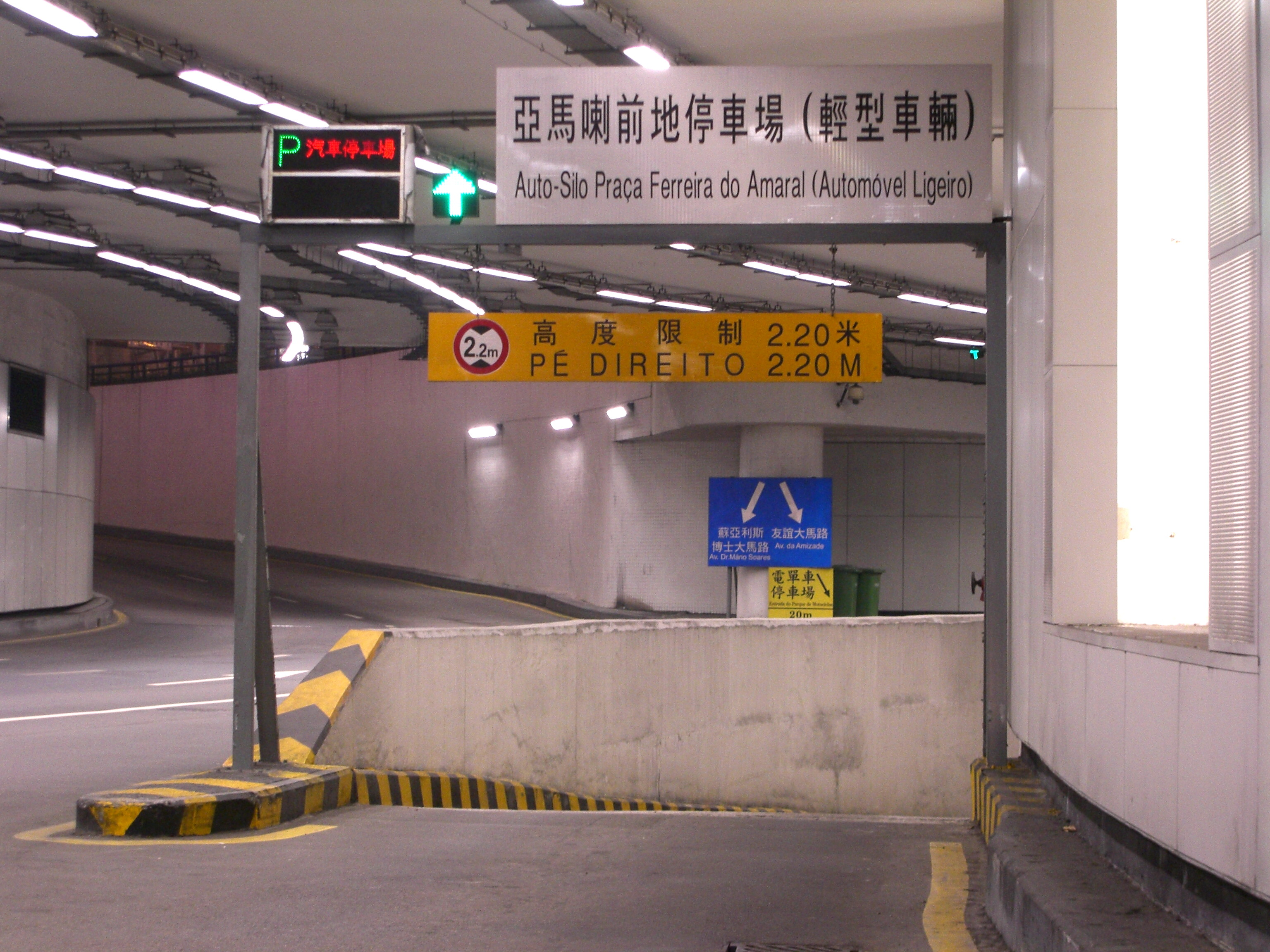
Estacionamento em Praia Grande

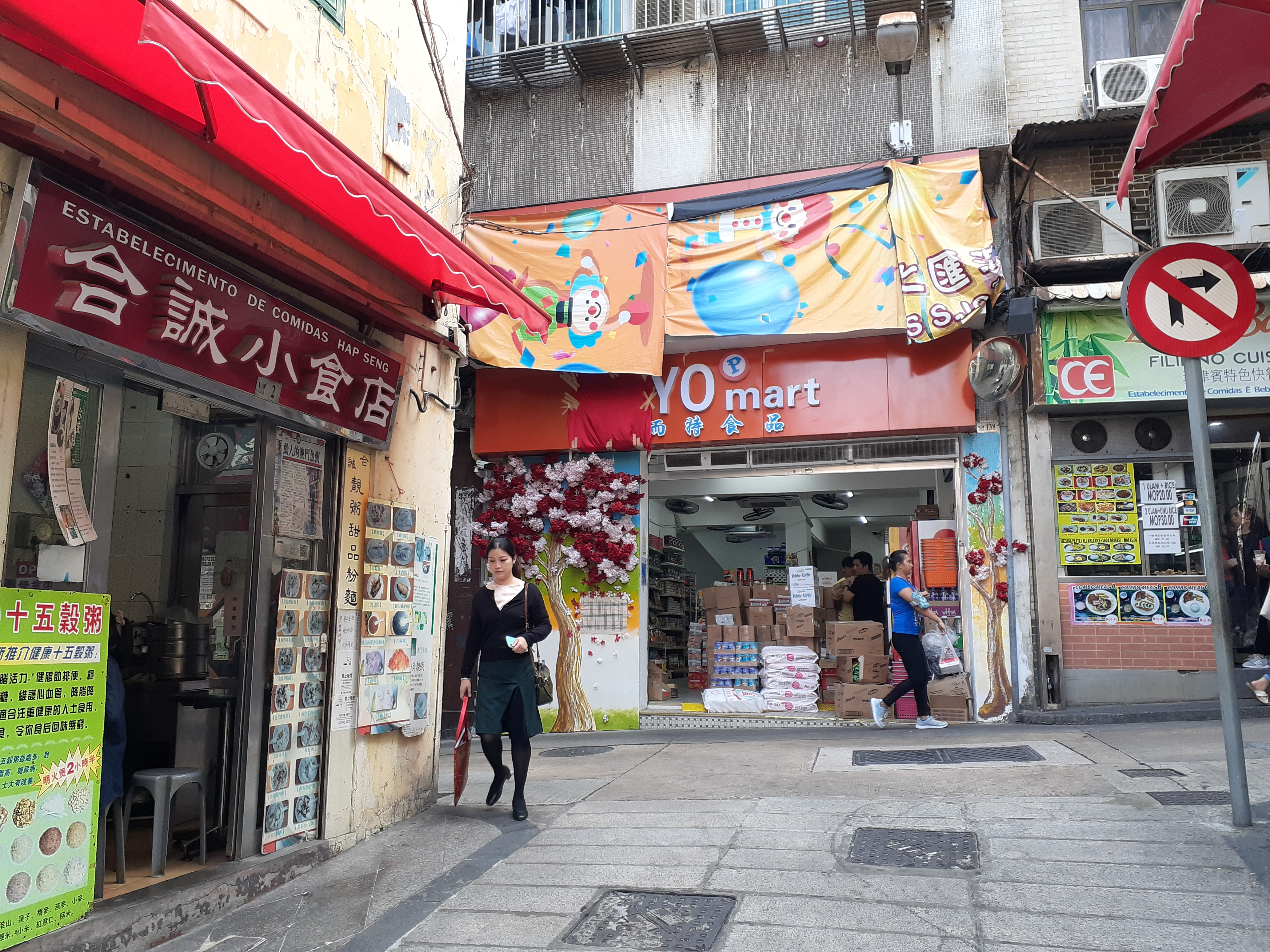
Estabelecimento de comidas, em Macau.

| Português de Macau                | Português do Brasil                     | Observação                                                                                              |
| --------------------------------- | --------------------------------------- | --- |
| Estabelecimento de comidas        | Restaurante                             | |
| Estabelecimentos de sopa de fitas | Loja de macarrão ou barraca de macarrão | “Sopa de fitas” significa literalmente fita de sopa, mas em Macau significa sopa de macarrão.           |
| Auto-Silo                         | Estacionamento                          | |
| Centros comerciais                | Distrito financeiro                     | Em Portugal é chamado de Centro comercial.                                                              |
| Oficina de bolo                   | Padaria                                 | Em Portugal é chamado de pastelaria.                                                                    |
| Praia de Hac Sá                   | Praia de areia preta                    | |
| Casa de Pasto                     | Restaurante familiar                    | |
| Sarilho de mangueira              | Mangueira de incêndio                   | |
| Pccista                           | membro do Partido Comunista Chinês      | |
| Fomento predial                   | Agência imobiliária                     | |
| Tancareiro                        | Grupo étnico chinês                     | |
| Faitão                            | Lancha                                  | É uma palavra portuguesa transliterada para o chinês, sendo apenas utilizada como nome de rua em Macau. |
| Centros de comidas                | Praça de Alimentação                    | Um termo de Macau que geralmente se refere a uma praça de alimentação em um mercado.                    |
| Bate-Ficha                        |                                         | Em Macau é legalmente reconhecido como “operador de jogos de azar”.                                     |
| Salvo-Conduto Singular            | Salvo-conduto                           | Refere-se ao documento de autorização para a deslocação entre Hong Kong e Macau.                        |
| Alua                              | Bolo de manteiga                        | Sobremesa tradicional dos Macaenses, que compõe a ceia de natal.                                        |
| Canja                             | Mingau                                  | Se trata do Congee.                                                                                     |